# Associazione Sportiva L'Aquila 1958-1959
Questa voce raccoglie le informazioni riguardanti l'Associazione Sportiva L'Aquila nelle competizioni ufficiali della stagione 1958-1959.

## Stagione
Per l'Associazione Sportiva L'Aquila, la stagione 1958-1959 è la 10ª in Serie C e la 12ª complessiva nel terzo livello del campionato di calcio italiano. Il club partecipa inoltre per la 7ª volta alla Coppa Italia, competizione in cui torna dopo quasi vent'anni dall'ultima apparizione.
L'Aquila ritorna in Serie C dopo dieci anni in IV Serie grazie a una riforma dei campionati che porta allo sdoppiamento in due gironi della Serie C; l'anno precedente la squadra del neo-presidente Euro Barattelli, guidata in panchina da János Nehadoma, aveva sfiorato la vittoria del campionato chiudendo in 2ª posizione a due sole lunghezze dalla capolista Cosenza.
La squadra viene affidata all'esperienza del quasi settantenne Pietro Piselli, al suo sesto anno non consecutivo sulla panchina rossoblù. Nonostante la rosa competitiva — in cui spiccano i nomi del portiere Bellei, del giovane Attardi, delle promesse giuliesi Gerardini (costato 2.800.000 lire) e Ianni, della mezzala sinistra Di Bartolomeo (che successivamente arriverà a giocare in Serie A con il Vicenza) e del bomber Torriglia — e un avvio di campionato altamente positivo con 9 punti raccolti nelle prime cinque giornate, L'Aquila delude le attese e si classifica 13ª. Da registrare la discontinuità delle prestazioni in casa e in trasferta: tra le mura amiche il club rossoblù raccoglie 10 delle 11 vittorie complessive mentre in trasferta l'andamento è disastroso con 12 sconfitte e la miseria di 6 reti segnate.
A fine stagione il tecnico Pietro Piselli viene sostituito con Vittorio Pozzo, omonimo del celebre allenatore della Nazionale.

## Rosa
| N. |                   | Ruolo | Calciatore                |
| -- | ----------------- | ----- | ------------------------- |
|    | Italia (bandiera) | C     | Annibale Acciari          |
|    | Italia (bandiera) | D     | Paolo Altea               |
|    | Italia (bandiera) | C     | Guido Attardi             |
|    | Italia (bandiera) | A     | Mario Avallone            |
|    | Italia (bandiera) | C     | Lino Baldi                |
|    | Italia (bandiera) | P     | Dante Bellei              |
|    | Italia (bandiera) | A     | Filippo Cannavacciuolo    |
|    | Italia (bandiera) | D     | Emilio Caprioli           |
|    | Italia (bandiera) | A     | Tito Ciolli               |
|    | Italia (bandiera) | C     | Agostino Di Bartolomeo    |
|    | Italia (bandiera) | C     | Aldo Di Bitonto           |
|    | Italia (bandiera) | D     | Pietro Fioroni (capitano) |

| N. |                   | Ruolo | Calciatore         |
| -- | ----------------- | ----- | ------------------ |
|    | Italia (bandiera) | A     | Augusto Gatti      |
|    | Italia (bandiera) | D     | Aquilino Gerardini |
|    | Italia (bandiera) | D     | Piero Grasselli    |
|    | Italia (bandiera) | A     | Giuseppe Grifoni   |
|    | Italia (bandiera) | A     | Francesco Ianni    |
|    | Italia (bandiera) | C     | Mauro Mari         |
|    | Italia (bandiera) | C     | Italo Marra        |
|    | Italia (bandiera) | C     | Pasquale Rosini    |
|    | Italia (bandiera) | A     | Emilio Scarlattei  |
|    | Italia (bandiera) | C     | Antonio Tomassoni  |
|    | Italia (bandiera) | A     | Danilo Torriglia   |
|    | Italia (bandiera) | P     | Mario Zengaro      |

## Risultati

### Coppa Italia

#### Preliminari
| L'Aquila 31 agosto 1958 Primo turno | L'Aquila | 4 – 3 | Chieti | Stadio comunale |

| L'Aquila 7 settembre 1958 Secondo turno | L'Aquila | 2 – 0 | Zenit Modena | Stadio comunale |

| Bergamo 14 settembre 1958 Terzo turno | Atalanta | 4 – 0 | L'Aquila | Stadio comunale |

## Statistiche

### Statistiche di squadra
| Competizione | Punti | In casa | In casa | In casa | In casa | In casa | In casa | In trasferta | In trasferta | In trasferta | In trasferta | In trasferta | In trasferta | Totale | Totale | Totale | Totale | Totale | Totale | DR |
| Competizione | Punti | G       | V       | N       | P       | Gf      | Gs      | G            | V            | N            | P            | Gf           | Gs           | G      | V      | N      | P      | Gf     | Gs     | DR |
| ------------ | ----- | ------- | ------- | ------- | ------- | ------- | ------- | ------------ | ------------ | ------------ | ------------ | ------------ | ------------ | ------ | ------ | ------ | ------ | ------ | ------ | -- |
| Serie C      | 30    | 17      | 10      | 4       | 3       | 26      | 10      | 17           | 1            | 4            | 12           | 6            | 30           | 34     | 11     | 8      | 15     | 32     | 40     | -8 |
| Coppa Italia | -     | 2       | 2       | 0       | 0       | 6       | 3       | 1            | 0            | 0            | 1            | 0            | 4            | 3      | 2      | 0      | 1      | 6      | 7      | -1 |
| Totale       | -     | 19      | 11      | 4       | 3       | 32      | 13      | 18           | 1            | 4            | 13           | 6            | 34           | 37     | 12     | 8      | 16     | 38     | 47     | -9 |